# Gomy Júnior
João Teófilo Gomy Júnior (Curitiba, 7 de abril de 1887 - Curitiba, 29 de janeiro de 1959) foi um jornalista, advogado e político brasileiro. Exerceu o mandato de deputado federal constituinte em 1946 pelo estado do Paraná.

## Biografia
Filho de João Teófilo Gomy e de Clotilde Caillet Dellez Gomy, começou seus estudos em sua cidade natal, cursou o secundário no Ginásio Paranaense. Em 1906 seguiu a carreira do magistério, foi professor primário nas cidades de  Entre Rios, em 1907, e de Curitiba e Palmeira, de 1908 a 1917.
Se formou pela Faculdade de Direito do Paraná em 1917, fez parte da primeira turma de bacharelandos da história da faculdade.
Em 1918 foi nomeado promotor público em Palmeira, onde se tornou amigo do coronel Otoni Maciel e começou a militar politicamente a favor da oposição, por conta disso foi transferido para Foz do Iguaçu em 1920. Após isso, se mudou para Santa Catarina, onde foi promotor público no município de Porto União, onde era dono de uma fábrica de pasta mecânica.
Foi casado com Anita de Andrade Gomy, com quem teve três filhas.
Trabalhou como jornalista Diário da Tarde, Correio do Paraná e O Dia

### Carreira política
Voltou a atuar na política após voltar para o Paraná, na cidade União da Vitória, onde ficou de 1921 ate 1924. Continuou exercendo a advocacia e se elegeu vereador e presidente da Câmara Municipal. 
Em 1934 assumiu a direção do jornal O Estado do Paraná. No mesmo ano elegeu-se deputado à Assembléia Constituinte estadual pelo Partido Social Democrático (PSD) paranaense. Após decretar a nova Constituição estadual, passou a atuar como líder da bancada de seu partido na Assembléia. Ficou no cargo até 1937 quando o Estado Novo foi instaurado e suprimiu os órgãos legislativos do país.
Após a queda do Estado Novo e a redemocratização do país, elegeu-se como deputado à Assembléia Nacional Constituinte por seu estado na legenda do novo PSD em 1945 e assumiu o cargo em 1946. Em 1946, após uma embate de ideias com o então interventor do Estado do Paraná, Brasil Pinheiro Machado, sobre as eleições para o governo estadual, gerou uma crise política e a renuncia do cargo por parte de Pinheiro Machado.
Em 1947, passou a ocupar o cargo de secretário do Interior, Justiça e Segurança Pública do Paraná, durante o governo de Moisés Lupion entre 1947 e 1950.
Em 1949 deixou a secretaria para reassumir sua cadeira na Câmara e deixou o cargo em 1951 e deixou a vida política para se dedicar à indústria.

### Morte
Morreu em Curitiba no dia 29 de janeiro de 1959, aos 71 anos.